# Strada statale 360 Arceviese
La ex strada statale 360 Arceviese (SS 360), ora strada regionale 360 Arceviese (SR 360) nelle Marche e strada regionale 360 Arceviese (SR 360) in Umbria, è una strada regionale italiana che collega la costa marchigiana con l'estremità nord-orientale dell'Umbria.

## Percorso
Ha inizio dalla strada statale 16 Adriatica e attraversa i principali centri di Arcevia e Sassoferrato fino a giungere nel comune di Scheggia e Pascelupo, dove si innesta sulla strada statale 3 Via Flaminia.
In seguito al decreto legislativo n. 112 del 1998, dal 2001, la gestione del tratto marchigiano è passata dall'ANAS alla Regione Marche: in realtà su sollecitazione di quest'ultima, la strada è passata di proprietà alla Provincia di Ancona; la gestione del tratto umbro invece è passata alla Regione Umbria che ha poi ulteriormente devoluto le competenze alla Provincia di Perugia mantenendone comunque la titolarità.
Nell'ottobre del 2016 la Regione Marche ha dato il via libera alla stesura di una convenzione per il trasferimento della gestione di una consistente porzione di rete stradale regionale, ovvero ex strade statali, ad ANAS, mantenendone tuttavia il demanio. Nel 2018, l'avvio della prima fase del piano "rientro strade" di ANAS, di concerto con il Ministero delle infrastrutture e dei trasporti, che ha previsto la riclassificazione di numerose vecchie strade statali italiane nel frattempo divenute provinciali o regionali, ha inizialmente incluso la ex strada statale Arceviese. In seguito ad una rettifica, l'Arceviese è stata rigettata dal piano "rientro strade" in quanto non ritenuta arteria di interesse nazionale. Pertanto, nel 2019, sulla spinta delle amministrazioni locali, la regione ha autorizzato il rinnovo della convenzione triennale con ANAS includendo nella gestione della società anche la strada Arceviese fino a novembre 2022.